# Tiberio Claudio Nerone (console 202 a.C.)
Tiberio Claudio Nerone (in latino: Tiberius Claudius Nero; fl. 204 a.C.-202 a.C.) è stato un politico romano, appartenente alla gens Claudia.

## Biografia
Divenuto pretore per la Sardegna nel 204 a.C., inviò numerosi aiuti all esercito di Publio Cornelio Scipione Africano in Africa sotto forma di derrate alimentari e vestiario.
Fu eletto console con Marco Servilio Pulice Gemello nel 202 a.C. ed ebbe in sorte l'Africa come collega di pari grado dell'Africano.
Reduce da due tempeste la sua flotta dovette approdare a Cagliari mentre lui tornò a Roma non essendogli stato prorogato l'incarico.

## Fonti primarie
- Tito Livio, Ab Urbe condita libri